# Prahovo
Prahovo es un pueblo ubicado en la municipalidad de Negotin, en el distrito de Bor, Serbia.

## Superficie
Posee una superficie de 20,35 kilómetros cuadrados.

## Demografía
Hasta 2011 la población era de 1196 habitantes, con una densidad de población de 58,78 habitantes por kilómetro cuadrado.